# Хъкнал
Хъкнал (на английски: Hucknall) е град в средната западна част на област (графство) Нотингамшър – Ийст Мидландс, Англия. Разположен е в община Ашфийлд. Той е част от агломерацията Голям Нотингам. Населението на града към 2001 година е 29 188 жители.
Градът е известен като мястото, където компанията Ролс Ройс прави първата демонстрация за вертикално излитане. В църквата „Света Мария Магдалена“ е погребан известния британски поет Джордж Байрон, известен и като Лорд Байрон.

## География
Хъкнал е разположен в най-южната част на община Ашфийлд, по северния край на урбанизираната територия Голям Нотингам. Столицата Лондон отстои на около 175 километра в южна посока.
В непосредствена близост, западно от града преминава Магистрала М1 по транспортния коридор Лондон – Нортхамптън – Лестър – Нотингам – Шефийлд – Лийдс.

## Демография
Изменение на населението за период от две десетилетия 1981 – 2001 година:
| година    | 1981   | 1991   | 2001   |
| --------- | ------ | ------ | ------ |
| население | 27 463 | 29 160 | 29 188 |